# Феникс (фильм, 2014)
«Феникс» (нем. Phoenix) — кинофильм режиссёра Кристиана Петцольда, вышедший на экраны в 2014 году. Сюжет лента является свободной адаптацией романа французского писателя Юбера Монтейе «Восстание из пепла» (фр. Le Retour des Cendres, 1961).

## Сюжет
Действие происходит в Западной Германии в 1945 году вскоре после окончания Второй мировой войны. Зимой 1944 года бывшая певица Нелли Ленц была спрятана от гестапо её мужем Джонни в домике на озере, но в октябре того же года кто-то сдал её и Нелли была депортирована в Освенцим. Только любовь к Джонни помогла ей продержаться до освобождения, но она получила серьёзные травмы, обезобразившие её лицо. Благодаря своей подруге Лене она делает пластическую операцию на деньги из большого наследства, которое досталось ей от родственников, не переживших Холокост. Хотя операция проходит успешно, но Нелли подавлена тем, что от её старой внешности мало что осталось — она отчаянно хочет найти Джонни. Лена предлагает подруге отправиться в Палестину, однако та возвращается в разрушенный Берлин, чтобы отыскать Джонни. Лена пытается отговорить подругу от его поисков и признаётся, что навела справки, из которых выяснила, что Джонни был арестован накануне ареста Нелли, но после был отпущен, а по сему всё указывает на то, что именно он же её и сдал.    
Нелли находит мужа в баре «Феникс», обслуживающем американских солдат. Джонни не признаёт в ней жены из-за изменившегося лица и походки, однако замечает близкое сходство. Сама же Нелли представляется ему как Эстер, понимая, что ей не удастся его убедить. Джонни приглашает «Эстер» принять участие в афере: он знает о наследстве Нелли, но в то же время твёрдо уверен, что та погибла. Он хочет получить эти деньги, но так как у него нет доказательств её смерти, то он просит «Эстер» изобразить Нелли и поделить с ней причитающиеся деньги. Джонни начинает обучать женщину, знакомя её с привычками и характером жены, в образ которой ей предстоит вжиться. Сама Нелли не может остановиться и продолжает это странное знакомство с собственным мужем и самой собой, хотя Лена против таких отношений. Саму Нелли всё же несколько коробит тот факт, что Джонни хоть и пытается превратить «Эстер» в Нелли, но в то же время постоянно подчёркивает, что «Эстер» никогда не стать полностью Нелли. 
Однажды, когда Джонни привозит «Эстер» в тот самый домик, где пряталась Нелли, Нелли с удивлением узнаёт от владельцев расположенной рядом гостиницы, которые были свидетелями её ареста, что Джонни приехал туда в тот же день сразу после её ареста. Нелли всё же пытается идеализировать мужа и думает, что его потому и отпустили, чтобы устроить за ним слежку, дабы он вывел гестапо на Нелли. Джонни решает организовать в Берлине на вокзале встречу Нелли с их общими друзьями, которые в будущем смогли бы подтвердить её личность. Напоследок Нелли навещает Лену, но с ужасом узнаёт, что та покончила с собой, не справившись с посттравматическим стрессовым расстройством. Однако на прощание она оставила Нелли письмо с документом, из которого та выясняет правду: накануне её ареста Джонни официально развёлся с ней.
Джонни привозит «Эстер» в привокзальную гостиницу, откуда на следующий день на поезде Нелли должна будет приехать в Берлин, где её встретят их друзья. Ночью накануне Джонни, поскольку «Эстер» раннее сказала ему, что не была в концлагерях и поэтому не имеет лагерного номера, пытается затащить ту в ванную, чтобы нанести порез в соответствующем месте (чтобы в дальнейшем «Эстер» сказала, что якобы неудачно попытался вывести тату). Нелли запирается в ванной и достаёт пистолет с письмом Лены, намереваясь покончить с собой, но, к счастью, Джонни отказывается от своего замысла. На следующий день Нелли воссоединяется с их друзьями и никто, разумеется, не замечает «подвоха». Нелли ведёт всех в кафе, где просит Джонни сыграть на пианино английскую песню «Speak Low». Сначала Нелли поёт неуверенно, но затем её голос начинает крепнуть и восстанавливается до прежнего звучания, из-за чего Джонни начинает испытывать недоумение. В какой-то момент он смотрит на оголённую руку «Эстер», видит её лагерный номер и до него медленно начинает доходить истина, из-за чего он, потрясённый, перестаёт играть. Нелли же, допев песню до конца, берёт своё пальто и молча уходит.

## В ролях
- Нина Хосс — Нелли Ленц
- Рональд Церфельд — Джонни Ленц
- Нина Кунцендорф — Лена Винтер
- Имоген Когге — Элизабет
- Михаэль Мертенс — врач
- Тристан Пюттер — солдат на мосту
- Кирстен Блок — Виртин
- Франк Зеппелер — Альфред
- Даниэла Хольц — Зигрид

## Награды и номинации
- 2014 — участие в конкурсной программе Лондонского кинофестиваля.
- 2014 — приз ФИПРЕССИ на кинофестивале в Сан-Себастьяне.
- 2015 — премия Deutscher Filmpreis за лучшую женскую роль второго плана (Нина Кунцендорф), а также номинация в категории «лучшая женская роль» (Нина Хосс).
- 2015 — попадание в пятерку лучших зарубежных фильмов года по версии Национального совета кинокритиков США.
- 2015 — две номинации на премию Немецкой ассоциации кинокритиков за лучший фильм (Кристиан Петцольд) и за лучшую музыку (Штефан Виль).
- 2015 — специальное упоминание на Гонконгском кинофестивале.
- 2015 — участие в конкурсной программе Стамбульского кинофестиваля.
- 2015 — приз лучшей актрисе (Нина Хосс) на кинофестивале в Сиэтле.
- 2016 — два приза Национального общества кинокритиков США: вторая премия в категории «лучший зарубежный фильм» (Кристиан Петцольд) и третья премия в категории «лучшая актриса» (Нина Хосс).
- 2016 — Победитель 2-го Московского Еврейского Кинофестиваля в номинации «На память»[3]